# Boston Braves (AHL)
I Boston Braves sono stati una squadra di hockey su ghiaccio dell'American Hockey League con sede nella città di Boston, capitale del Massachusetts. Nati nel 1971 e sciolti nel 1974, nel corso degli anni sono stati affiliati alla franchigia dei Boston Bruins.

## Storia
All'inizio degli anni settanta la città di Boston visse un periodo d'oro nell'hockey grazie ai successi dei Boston Bruins di Bobby Orr e Phil Esposito e per questo motivo nel 1971 la dirigenza della franchigia decise di trasferire il farm team in città all'interno dello stesso palazzetto, il Boston Garden. Fino ad allora i Bruins erano legati agli Oklahoma City Blazers della Central Hockey League.
Il nome della squadra fu scelto in ricordo degli omonimi Boston Braves che militarono nella Major League Baseball fino al 1953 prima di trasferirsi dapprima a Milwaukee e poi ad Atlanta. Nella prima stagione la squadra raggiunse grandi risultati dentro e fuori dal ghiaccio, vincendo un titolo divisionale e il supporto del pubblico.
Tuttavia già dalla stagione 1972-73 la squadra fu messa in difficoltà dalla nascita dei New England Whalers, formazione della neonata World Hockey Association che rubò parte del pubblico dei Braves. Oltre a ciò alcuni dei giocatori più forti lasciarono la squadra chiamati dalle nuove franchigie della WHA e della NHL, come successo al portiere Dan Bouchard selezionato dagli Atlanta Flames nell'NHL Expansion Draft 1972. Al termine della stagione 1973-74 la dirigenza dei Bruins si accordò con i Rochester Americans come nuovo farm team e interruppe le attività dei Braves senza però sciogliere definitivamente la franchigia.
Dopo molti anni, nel 1987 i Bruins cedettero i diritti dei Braves ai Winnipeg Jets per fondare sempre in American Hockey League i Moncton Hawks.

### Affiliazioni
Nel corso della loro storia i Boston Braves sono stati affiliati alle seguenti franchigie della National Hockey League:
- Boston Bruins: (1971-1974)

## Record stagione per stagione
| Stagione      | Division | Gare | V  | S  | P  | Punti | GF  | GS  | Piazzamento | Play-off                                                           |
| ------------- | -------- | ---- | -- | -- | -- | ----- | --- | --- | ----------- | ------------------------------------------------------------------ |
| Boston Braves |          |      |    |    |    |       |     |     |             |                                                                    |
| 1971-72       | East     | 76   | 21 | 32 | 14 | 96    | 260 | 191 | 1°          | vince 1º turno (Providence) 4-1 perde semifinali (Nova Scotia) 0-4 |
| 1972-73       | East     | 76   | 20 | 38 | 13 | 81    | 248 | 256 | 2°          | vince 1º turno (Rochester) 4-2 perde semifinali (Nova Scotia) 0-4  |
| 1973-74       | North    | 76   | 30 | 33 | 13 | 59    | 239 | 297 | 5°          |                                                                    |

## Record della franchigia

### Singola stagione
Gol: 41  John LeBlanc (1972-73)
Assist: 51  Doug Gibson (1973-74)
Punti: 82  Doug Gibson (1973-74)
Minuti di penalità: 161  Fred O'Donnell (1971-72)

### Carriera
Gol: 68  Bob Gryp
Assist: 80  Richard Leduc
Punti: 144  Richard Leduc
Minuti di penalità: 227  Richard Leduc
Partite giocate: 209  Steve Stirling

## Palmarès

### Premi di squadra
- F. G. "Teddy" Oke Trophy: 1

1971-1972

### Premi individuali
- Dudley "Red" Garrett Memorial Award: 1

Ron Anderson: 1972-1973
- Harry "Hap" Holmes Memorial Award: 1

Dan Bouchard e Ross Brooks: 1971-1972
- Les Cunningham Award: 1

Garry Peters: 1971-1972